# Winfried Tonner

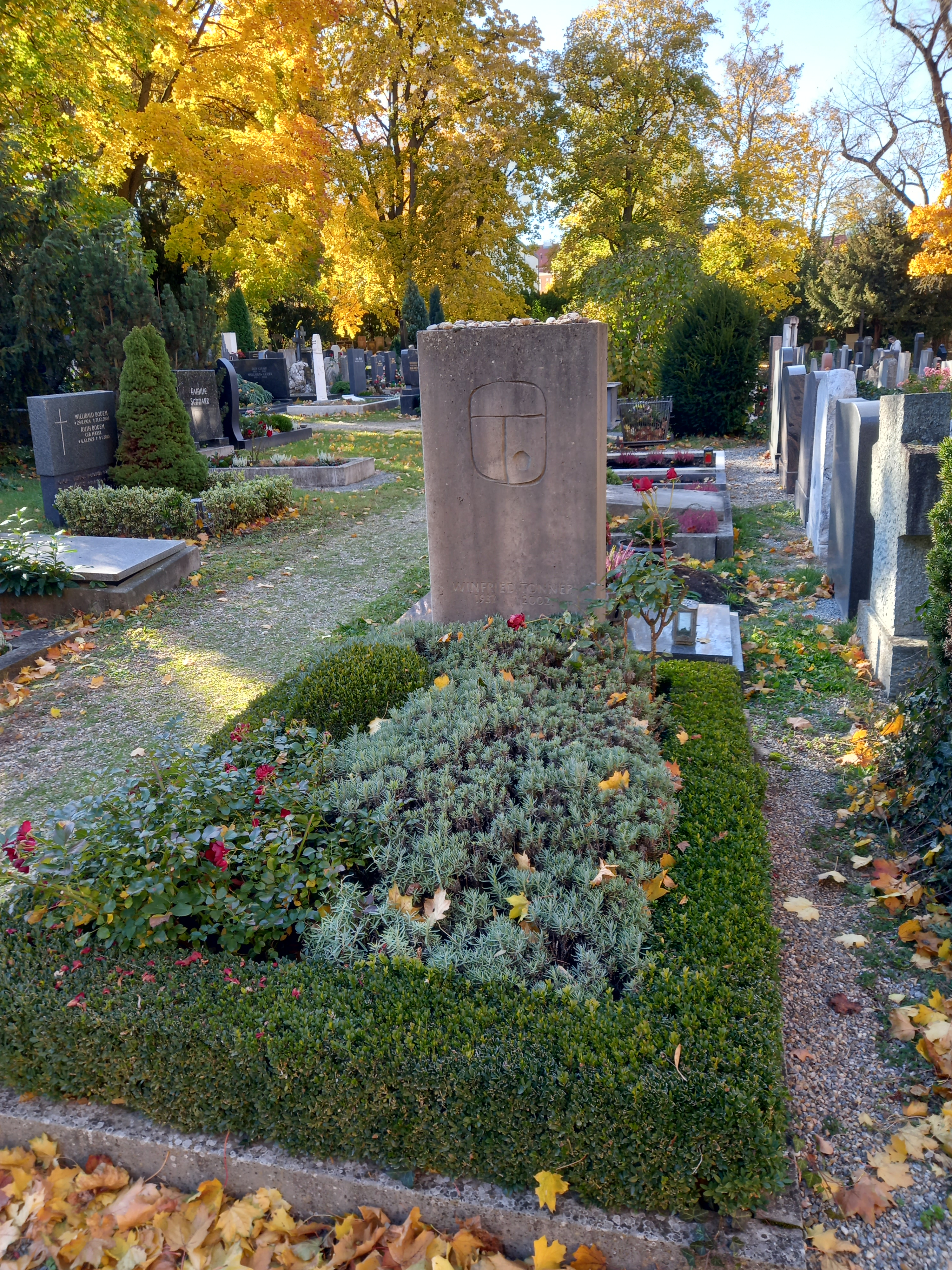
Das Grab von Winfried Tonner auf dem Evangelischen Zentralfriedhof Regensburg

Winfried Tonner (* 12. Januar 1937 in Brünn; † 23. Februar 2002 in München) war ein deutscher Maler und Kunsterzieher.

## Leben
Winfried Tonner war Urenkel des Malers und Grafikers Josef Roller und Großneffe von Alfred Roller. 1939 zog er mit seinen Eltern von Mähren nach Regensburg. Das Abitur machte er 1958 in Weiden in der Oberpfalz. Von 1958 bis 1963 studierte er an der Akademie der Bildenden Künste München bei Anton Marxmüller und Josef Oberberger und schloss dieses mit dem Staatsexamen für Kunsterziehung ab.
Seine erste Anstellung als Kunstlehrer hatte er von 1964 bis 1968 am Stiftland-Gymnasium Tirschenreuth. 1967 heiratete er Heidi Schwarztrauber, mit der er 1971 die gemeinsame Tochter Ulrike bekam, die ebenfalls als Künstlerin aktiv ist. Von 1968 bis 1995 lehrte er am Albertus-Magnus-Gymnasium in Regensburg und arbeitete nebenbei als freischaffender Künstler.
1993 besuchte das Bayerische Fernsehen für einen Film über Künstler in Regensburg Tonners Atelier. 1997 stiftete Tonner den Kunstpreis zur deutsch-tschechischen Verständigung.
Winfried Tonner starb plötzlich und unerwartet an Herzinsuffizienz bei der Geburtstagsfeier befreundeter Münchner und Regensburger Kunsthistoriker.

## Werk
Tonners Schaffen umfasst etwa 100 Gemälde, 1500 Grafiken und 600 Aquarelle, die sich im Eigentum von Tonners Witwe, in den Bayerischen Staatsgemäldesammlungen, im Germanischen Nationalmuseum, in der Regensburger Ostdeutschen Galerie und in Privatbesitz befinden.

## Großes Regensburger Familienbild
1984/1985 malte er das „Große Regensburger Familienbild“ der Fürstenfamilie Thurn und Taxis und erhielt dafür unbeabsichtigt bundesweit große mediale Aufmerksamkeit. Das 260 cm breite und 205 cm hohe Temperagemälde zeigt Johannes und Gloria von Thurn und Taxis und die drei gemeinsamen kleinen Kinder doppelt; zum einen alle gemeinsam auf einem vom Maler präsentierten Gemälde, zum anderen rechts des Gemäldes die Kinder spielend auf dem Boden und die beiden Eltern beim Betrachten der Gesamtsituation im darüberhängenden Spiegel zu sehen. Für die Auftragsarbeit waren 70.000 D-Mark vereinbart, die die Familie nach Fertigstellung dann nicht bereit war, in voller Höhe zu bezahlen. Letztendlich zahlte Tonner die Anzahlung zurück und behielt das Gemälde selbst. Wend von Kalnein bestätigte Tonner damals die künstlerische Qualität des Bildes. 1986 wurde es in der Ostdeutschen Galerie in Regensburg ausgestellt. Es befindet sich heute im Germanischen Nationalmuseum in Nürnberg.

## Auszeichnungen
- 1962: Akademiepreis, Akademie der Bildenden Künste München
- 1973: Kulturförderpreis der Stadt Regensburg
- 1974: Sudetendeutscher Kulturpreis für bildende Kunst und Architektur in der Kategorie „Malerei“
- 1986: Lovis-Corinth-Preis (Ehrengabe), Künstlergilde Esslingen
- 8. November 1997: Ordentliche Mitgliedschaft in der Klasse der Künste und Kunstwissenschaften, Sudetendeutsche Akademie der Wissenschaften und Künste[6]